# Ángel Cabrera Figueroa
Ángel Cabrera Figueroa (Santiago, Chile, 24 de marzo de 1946) es un exfutbolista chileno. Jugó de arquero. 

## Trayectoria
Se inició en las infantiles del club Defensor Chileno, de la Asociación Lo Franco. 
El año 1966 llega a Colo Colo con contrato de cadete, quedando en cuarto lugar por detrás de Efraín Santander, Simón Kuzmanic y Ricardo Storch, así que es cedido al equipo de Lister Rossel de Linares de la Primera B (Ascenso), donde estuvo hasta 1969. 
En 1970 y 1971 juega en Lota Schwager. 
Los dos años siguientes, 1972 y 1973 en Deportes Concepción, para en 1974 volver contratado a Colo Colo y jugar 3 temporadas, hasta 1976. Destacó como un guardameta de buena ubicación, como también por su valentía y arrojo.
En 1977 jugó en Santiago Morning y en 1978 en Deportes Antofagasta, en Primera B.

## Clubes
| Club                | País  | Año       |
| ------------------- | ----- | --------- |
| Lister Rossel       | Chile | 1966-1969 |
| Lota Schwager       | Chile | 1970-1971 |
| Deportes Concepción | Chile | 1972-1973 |
| Colo-Colo           | Chile | 1974-1976 |
| Santiago Morning    | Chile | 1977      |
| Antofagasta         | Chile | 1978      |

## Palmarés

### Campeonatos nacionales
| Título     | Club      | País  | Año  |
| ---------- | --------- | ----- | ---- |
| Copa Chile | Colo Colo | Chile | 1974 |